# Coronaviridae
Coronaviridae je čeleď virů z řádu Nidovirales. Způsobují různě závažná onemocnění zvířat a lidí. Jsou to obalené jednovláknové RNA viry s pozitivní polaritou.
Nejznámější z nich jsou koronaviry způsobující nemoc SARS (syndrom náhlého selhání dýchání). V roce 2012 bylo zjištěno, že nová forma viru označovaná jako MERS je odpovědná za novou podobně vysoce smrtelnou nemoc. V prosinci roku 2019 vypukla v Číně epidemie dalším druhem, tzv. SARS-CoV-2, rozšířená pravděpodobně od netopýrů. Ohniskem bylo město Wuhan.

## Taxonomie
Čeleď Coronaviridae zahrnuje dvě podčeledi s pěti rody virů:
- Podčeleď: Letovirinae
  - Rod: Alphaletovirus
- Podčeleď: Orthocoronavirinae
  - Rody: Alphacoronavirus, Betacoronavirus, Deltacoronavirus, Gammacoronavirus (do roku 2009 jeden společný rod Coronavirus)

Dříve se do čeledi řadila i podčeleď Torovirinae, dnes patřící do čeledi Tobaniviridae.